# Ral·li d'Austràlia

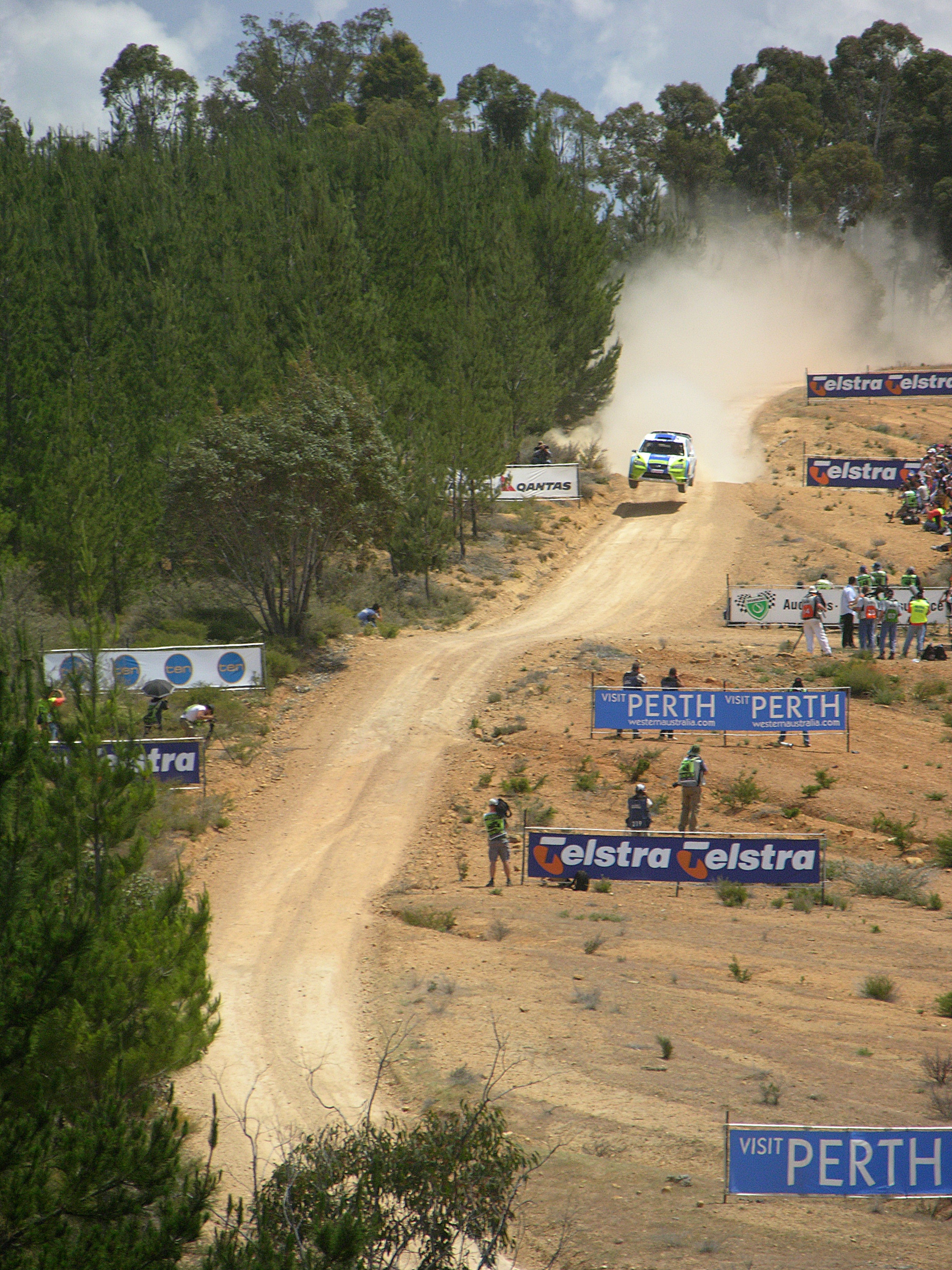
Marcus Grönholm a l'edició del 2006

El Ral·li d'Austràlia (en anglès, Rally Australia) és un ral·li puntuable per al Campionat del Món de Ral·lis que se celebra Austràlia, tradicionalment a Perth però darrerament a Kingscliff i a Coffs Harbour (Nova Gal·les del Sud). La prova ha estat votada com a "ral·li de l'any" en diverses ocasions (entre elles, les temporades de 1995, 1999 i 2000).

## Guanyadors
A 22 d'abril de 2022
| Any                    | Edició                                | Pilot              | Copilot            | Cotxe                           | Camp. |
| ---------------------- | ------------------------------------- | ------------------ | ------------------ | ------------------------------- | ----- |
| 1988                   | 1st Rally Australia                   | Ingvar Carlsson    | Per Carlsson       | Mazda 323 4WD                   |       |
| 1989                   | 2nd Commonwealth Bank Rally Australia | Juha Kankkunen     | Juha Piironen      | Toyota Celica GT-Four           | WRC   |
| 1990                   | 3rd Commonwealth Bank Rally Australia | Juha Kankkunen     | Juha Piironen      | Lancia Delta Integrale          | WRC   |
| 1991                   | 4th Commonwealth Bank Rally Australia | Juha Kankkunen     | Juha Piironen      | Lancia Delta Integrale 16V      | WRC   |
| 1992                   | 5th Telecom Rally Australia           | Didier Auriol      | Bernard Occelli    | Lancia Delta HF Integrale       | WRC   |
| 1993                   | 6th Telecom Rally Australia           | Juha Kankkunen     | Nicky Grist        | Toyota Celica GT-Four           | WRC   |
| 1994                   | 7th Telecom Rally Australia           | Colin McRae        | Derek Ringer       | Subaru Impreza 555              | C2L   |
| 1995                   | 8th Telstra Rally Australia           | Kenneth Eriksson   | Staffan Parmander  | Mitsubishi Lancer Evolution III | WRC   |
| 1996                   | 9th API Rally Australia               | Tommi Mäkinen      | Seppo Harjanne     | Mitsubishi Lancer Evolution III | WRC   |
| 1997                   | 10th API Rally Australia              | Colin McRae        | Nicky Grist        | Subaru Impreza 555              | WRC   |
| 1998                   | 11th API Rally Australia              | Tommi Mäkinen      | Risto Mannisenmäki | Mitsubishi Lancer Evolution V   | WRC   |
| 1999                   | 12th Telstra Rally Australia          | Richard Burns      | Robert Reid        | Subaru Impreza WRC99            | WRC   |
| 2000                   | 13th Telstra Rally Australia          | Marcus Grönholm    | Timo Rautiainen    | Peugeot 206 WRC                 | WRC   |
| 2001                   | 14th Telstra Rally Australia          | Marcus Grönholm    | Timo Rautiainen    | Peugeot 206 WRC                 | WRC   |
| 2002                   | 15th Telstra Rally Australia          | Marcus Grönholm    | Timo Rautiainen    | Peugeot 206 WRC                 | WRC   |
| 2003                   | 16th Telstra Rally Australia          | Petter Solberg     | Phil Mills         | Subaru Impreza WRC 2003         | WRC   |
| 2004                   | 17th Telstra Rally Australia          | Sébastien Loeb     | Daniel Elena       | Citroën Xsara WRC               | WRC   |
| 2005                   | 18th Telstra Rally Australia          | François Duval     | Sven Smeets        | Citroën Xsara WRC               | WRC   |
| 2006                   | 19th Telstra Rally Australia          | Mikko Hirvonen     | Jarmo Lehtinen     | Ford Focus RS WRC 06            | WRC   |
| 2007-2008: No disputat |                                       |                    |                    |                                 |       |
| 2009                   | 20th Repco Rally Australia            | Mikko Hirvonen     | Jarmo Lehtinen     | Ford Focus RS WRC 09            | WRC   |
| 2010: No disputat      |                                       |                    |                    |                                 |       |
| 2011                   | 21st Rally Australia                  | Mikko Hirvonen     | Jarmo Lehtinen     | Ford Fiesta RS WRC              | WRC   |
| 2012: No disputat      |                                       |                    |                    |                                 |       |
| 2013                   | 22nd Rally Australia                  | Sébastien Ogier    | Julien Ingrassia   | Volkswagen Polo R WRC           | WRC   |
| 2014                   | 23rd Rally Australia                  | Sébastien Ogier    | Julien Ingrassia   | Volkswagen Polo R WRC           | WRC   |
| 2015                   | 24th Coates Hire Rally Australia      | Sébastien Ogier    | Julien Ingrassia   | Volkswagen Polo R WRC           | WRC   |
| 2016                   | 25th Kennards Hire Rally Australia    | Andreas Mikkelsen  | Anders Jæger       | Volkswagen Polo R WRC           | WRC   |
| 2017                   | 26th Kennards Hire Rally Australia    | Thierry Neuville   | Nicolas Gilsoul    | Hyundai i20 Coupe WRC           | WRC   |
| 2018                   | 27th Kennards Hire Rally Australia    | Jari-Matti Latvala | Miikka Anttila     | Toyota Yaris WRC                | WRC   |
| 2019: No disputat      |                                       |                    |                    |                                 |       |